# Delta del Cotxer
Delta del Cotxer (δ Aurigae) és un sistema estel·lar de la constel·lació del Cotxer. Està aproximadament a uns 140 anys llum de la Terra.
El component primari, δ Aurigae A, és una estrella gegant taronja del tipus K amb magnitud aparent +3,72. Té tres companyes: δ Aurigae B, amb una magnitud aparent de +9,7, distant a 115,4 segons d'arc; a 197,1 segons d'arc de A es troba δ Aurigae C, que també té magnitud +9,7. Finalment, C és, per ella mateixa, una binària, amb una companya de magnitud 11a a 93,5 segons d'arc.